# Thomas Andrews (chemik)

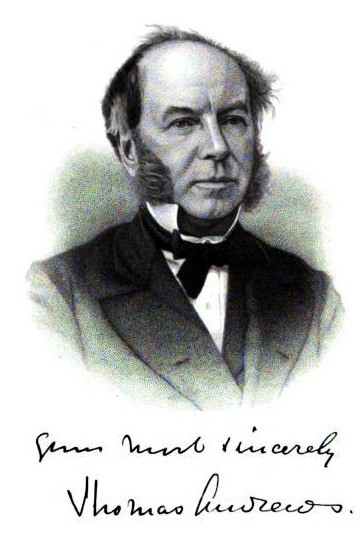
Thomas Andrews

Thomas Andrews (ur. 19 grudnia 1813, zm. 26 listopada 1885) – irlandzki chemik i fizyk. Zajmował się głównie stanem krytycznym materii. Był profesorem Królewskiego Kolegium w Belfaście. W 1844 roku otrzymał za osiągnięcia w dziedzinie chemii Royal Medal, nagrodę naukową przyznawaną przez Royal Society w Londynie.